# 若狹灣

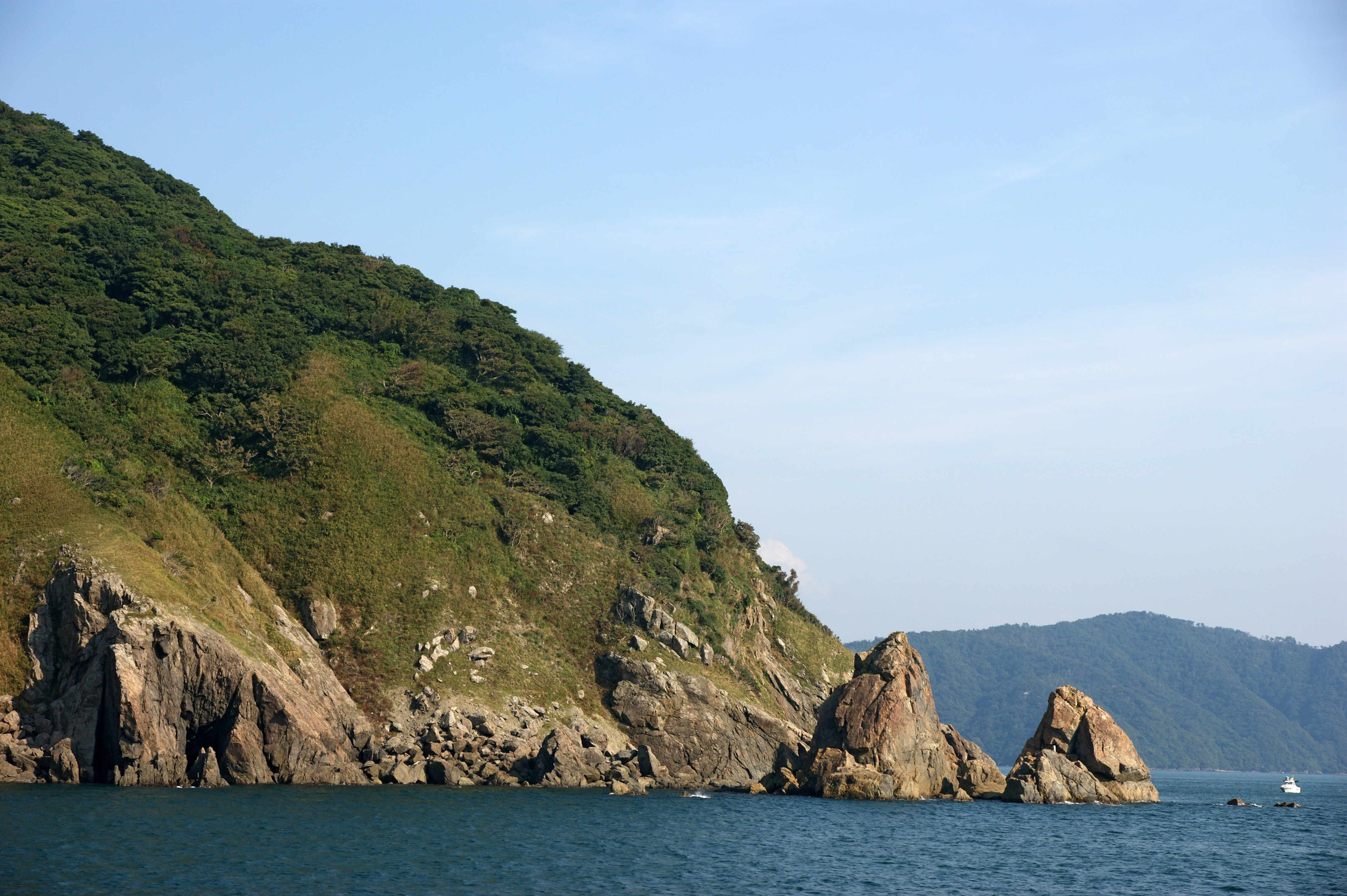
小濱市的蘇洞門

若狹灣（日语：／ Wakasa wan */?）是福井縣和京都府在日本海的海灣。指福井縣北部西端的越前岬和京都府北端的經岬連結的直線及本州的海岸線包圍的海域，面積2,657km²。日本海側稀少的大規模谷灣式海岸。

## 特徵
若狹灣是日本海的陷没灣，谷灣式海岸發達。灣內有敦賀灣、世久見灣、小濱灣、矢代灣、內浦灣、舞鶴灣、宮津灣等支灣，還有觀光名所日本三景之一的天橋立、日本三大松原之一的氣比松原。風光明媚的地形分別指定為若狹灣國定公園、越前加賀海岸國定公園和丹後天橋立大江山國定公園。
若狹灣的港口是自古以來的良港，也因為接近京都，所以，鯖魚等魚介類透過鯖街道運送到京都。

## 沿岸市町村
以下5市8町。
福井縣
- 丹生郡 越前町
- 南條郡 南越前町
- 敦賀市
- 三方郡 美濱町
- 三方上中郡 若狹町
- 小濱市
- 大飯郡 大飯町、高濱町

京都府
- 舞鶴市
- 宮津市
- 与謝郡 与謝野町、伊根町
- 京丹後市

## 半島
若狹灣除西端的丹後半島以外，還有許多小規模的半島。
由西往東有
栗田半島-大浦半島 - 音海半島 - 大島半島 - 內外海半島 - 常神半島 - 敦賀半島。景勝地多，常神半島有三方五湖、內外海半島有蘇洞門、音海半島有音海斷崖。

## 關連項目
- 小濱線
- 三方五湖
- 冠島
- 沓島

- 北近畿
- 若狹國
- 嶺南
- 敦賀縣

- 敦賀港
- 舞鶴港
- 內浦港
- 若狹 (海洋觀測艦)

## 脚註
1. ↑  日本全国沿岸海洋誌 （页面存档备份，存于）. 第24章若狹灣. 東海大學出版會. Accessed on November 28, 2017.

## 外部連結
- 若狹灣國定公園 （页面存档备份，存于）

35°43′17.1″N 135°39′36.6″E / 35.721417°N 135.660167°E